# Космос-14
Космос-14 (Омега № 1) — советский экспериментальный метеорологический спутник серии космических аппаратов «Космос». КА «Омега» № 1, разработан во «Всесоюзном научно-исследовательском институте электромеханики». Был запущен 13 апреля 1963 с космодрома Капустин Яр со стартового комплекса «Маяк-2» ракетой-носителем «Космос 63С1». Спутник был предназначен для исследований и отработки технологий работоспособности в космосе систем ориентации, стабилизации и энергоснабжения.
Новшеством стала система ориентации, использующая маховики для стабилизации. По сообщению ТАСС, спутник нёс на борту радиопередающую аппаратуру, ведшую передачу на частоте 20,004 МГц.

## Первоначальные орбитальные данные спутника
- Перигей — 265 км
- Апогей — 512 км
- Период обращения вокруг Земли — 92.1 минуты
- Угол наклона плоскости орбиты к плоскости экватора Земли — 48°95’

## Эксплуатация
Из-за проблем с датчиком Земли аппарат не смог стабилизироваться по трём осям. Однако, солнечные батареи были постоянно нацелены на Солнце путём вращения спутника вокруг своей оси, ориентированной на Солнце.
Срок существования КА составил 4,5 месяца.